# Actinomyia eupodata
Actinomyia eupodata är en tvåvingeart som först beskrevs av Jacques-Marie-Frangile Bigot 1879.  Actinomyia eupodata ingår i släktet Actinomyia och familjen vapenflugor. Inga underarter finns listade i Catalogue of Life.